# Stadionul Delta
Stadionul Delta–Gheorghe Iamandi este un stadion multifuncțional din Tulcea, România. În prezent, este folosit în principal pentru meciuri de fotbal și a fost terenul propriu al echipei Delta Tulcea până în 2024. Stadionul poate găzdui 6.600 de persoane.